# 小説新潮

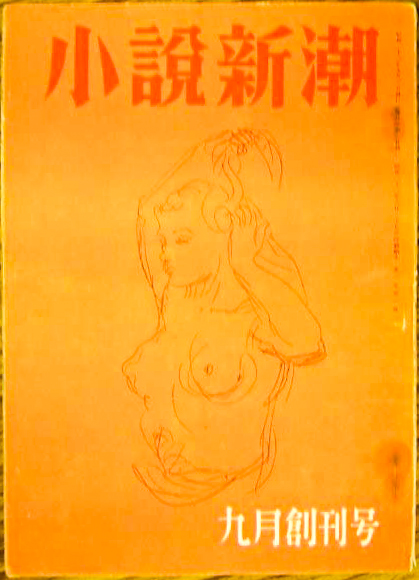
『小説新潮』創刊号の表紙

『小説新潮』（しょうせつしんちょう）は、株式会社新潮社が発行する月刊小説誌。1947年9月に創刊。本誌連載の後、ハードカバー化されて新潮社より刊行される例が多い。
小説新潮別冊という位置づけの小説誌に、『yom yom』がある。

## 創刊期
新潮社では戦前から出ていた大衆誌『日の出』を1945年11月に廃刊にし、新しい大衆向け雑誌を検討し、元々会社が小説専門であり、『新潮』の小説特集号もよく売れるということから、既成の作家によるわかりやすい小説の雑誌として1947年9月号で創刊。芸術性を失わずに大衆性を持った小説を目指し、創業者佐藤義亮の次男で専務だった佐藤俊夫が編集長となり、編集顧問の河盛好蔵がアドバイスした。
結果的に同年5月に創刊された『日本小説』に続く中間小説、風俗小説の拠点となった。
誌名は社内募集で決定。用紙事情が悪く、創刊号は64ページ、定価18円。表紙は猪熊弦一郎、巻頭のグラビアは「作者の近影」でその後の号でも続く。ラインナップは山本有三「露伴翁の永眠に対して」、および里見弴、梅原龍三郎、舟橋聖一、長谷川伸、邦枝完二、石川達三など、巻末の谷崎潤一郎らによる座談会「天皇陛下の御前に文芸を語る」など。河盛の創刊の辞に続く、2号の「大衆文学とか純文学ということばはもうなくしていいと考える」という文章は一層中間小説志向を鮮明にしている。
1948年1月号から連載された石坂洋次郎「石中先生行状記」と舟橋聖一「雪夫人絵図」、内田百閒（百鬼園）の随筆「億劫帳」は人気が高く、林忠彦による巻頭グラビアでのバー「ルパン」での太宰治、自室で散乱した紙屑の中にいる坂口安吾は人物写真の傑作として残っている。「石中先生行状記」の第5話（10月号）は猥褻罪の疑いで摘発される（起訴猶予処分）。

## 中間小説ブーム以降
1950年頃に10万部、1954年に39万部に達した。人気作品には舟橋聖一「芸者小夏」、坂口安吾「明治開化 安吾捕物」、源氏鶏太「坊ちゃん社員」、井上靖「風林火山」、川口松太郎「人情馬鹿物語」、中山義秀「新剣豪伝」など。
1952年に季刊『別冊小説新潮』創刊。1955年には松本清張の時代小説「腹中の敵」「柳生一族」に続いて、推理小説「張込み」を掲載、松本を中心とする推理小説ブームのさきがけとなった。1961年秋号『別冊小説新潮』の「現代推理小説代表作集」はたちまち売り切れとなる。昭和40年代には『オール讀物』『小説現代』とともに中間小説の御三家と呼ばれた。
1955年には小説新潮賞を設立。1988年には山本周五郎賞を設立。以降7月号（毎年6月に発売）には必ず山本賞の決定発表やその選評が掲載されている。その他に新田次郎文学賞・日本医療小説大賞の発表や新潮エンターテイメント賞・女による女のためのR-18文学賞・日本ファンタジーノベル大賞の応募・発表などを行っている。